# Tara TM-4
Tara TM-4 — черногорский автомат, созданный на основе AR-15. Сконструирован и производится компанией Tara Perfection в городе Мойковац, расположенном на севере Черногории. Создан в качестве замены автоматов Застава, стоящих на вооружении Вооружённых сил Черногории. Автомат впервые был представлен в октябре 2011 года.

## Описание
Tara TM-4 представляет собой эволюцию штурмовой винтовки AR-15. Главным образом изменения коснулись газоотводной системы. Вместо прямого воздействия газа на затворную раму, в автомат Tara TM-4 введён газовый поршень с коротким ходом. Ствол изготовлен холодной ковкой и имеет антикоррозийное покрытие NITREX. На газоотводной трубке имеется клапан регулировки давления, в том числе с возможностью полностью закрыть газоотвод.
Бо́льшая часть деталей автомата совместима с деталями автоматов M16A1, M16A2 и M4, что позволяет применять аксессуары изготовляемые для них и детали на Tara TM-4. Длина ствола — 368 мм. Длина со сложенным прикладом — 795 мм, с разложенным — 892 мм. Масса оружия составляет 2,72 килограмма.
Цевьё и верхний ресивер (верхняя часть ствольной коробки) сделаны из высокопрочного алюминиевого сплава 7075-T6 Flat Top с твёрдым анодированным покрытием. По умолчанию на цевье и ствольной коробке есть планки Пикатинни для монтажа прицелов, передних рукояток, лазерных целеуказателей, фонарей, сошек, штыка. Нижний ресивер (нижняя часть ствольной коробки) со встроенной рукояткой и приёмником магазина выполнен из полимера с стальной вставкой. В рукоятке имеется ящик для чистки. По сравнению с М16 масса ствольной коробки снижена на 30 %. Спусковая скоба увеличена для удобства использования в зимних условиях. Телескопический приклад из высокопрочного полимера может настраиваться на 5 различных позиций. Со сложенным прикладом длина оружия составляет 795 мм, с разложенным — 892 мм.
Tara TM-4 имеет симметричные рычаги: выпуска магазина, переключателя режимов огня, взведения затвора и регулятора газа.